# Principia Philosophiae Naturalis
A Principia Philosophiae Naturalis sorozat a Typotex Kiadó gondozásában jelenik meg 2002 óta. 
A természettudomány kialakulásában és fejlődésében meghatározó szerepet játszottak különféle filozófiai tradíciók, iskolák és gondolatmenetek. A tudományos gondolkodás történetében világosan megmutatkozik ez az összefüggés. 
A sorozat célja, hogy eredeti szövegek alapján felmutassa régi korok tudományos észjárását, világlátását.
A sorozat szerkesztői: Ropolyi László és Szegedi Péter
A sorozatban megjelent könyvek:
- Albert Einstein válogatott írásai (Székely László (szerk.)) ISBN 963-9548-56-1
- Ízelítő a polihisztor életművéből Leonardo da Vinci válogatott írásai (Csorba F. László (szerk.)) ISBN 978-963-9664-78-4
- Neumann János válogatott írásai (Ropolyi László – Szegedi Péter) ISBN 963-9326-93-3
- Newton válogatott írásai (Ropolyi László – Szegedi Péter) ISBN 963-9326-62-3
- Planck válogatott írásai (Ropolyi László) ISBN 963-9326-73-9
- Wigner Jenő válogatott írásai (Ropolyi László (szerk.)) ISBN 963-9548-62-6